# Hyattville (Wyoming)
Hyattville ist ein Census-designated-place (CDP) im Big Horn County im US-Bundesstaat Wyoming. Das U.S. Census Bureau hat bei der Volkszählung 2020 eine Einwohnerzahl von 79 ermittelt.

## Geographie
Hyattville liegt im östlichsten Teil des Bighorn Basin, in den westlichen Ausläufern der Bighorn Mountains im Norden von Wyoming auf einer Höhe von 1357 m. Der Ort liegt an der Mündung des Medicine Lodge Creek in den Paint Rock Creek, der westlich des Ortes in den Nowood River mündet. Hyattville liegt am Ende des Wyoming Highway 31, der an US-16/WYO-789 in Manderson beginnt und durch das Bighorn Basin nach Osten führt. Vom Wyoming Highway 31 biegt zudem die Lower Nowood Road entlang des Nowood River ab, die Hyattville mit Ten Sleep im Washakie County verbindet. Hyattville liegt 30 km östlich von Manderson, 38 km nordöstlich von Worland sowie 26 km nordwestlich von Ten Sleep.

## Geschichte
Hyattville war eine der ersten Siedlungen im heutigen Big Horn County und entstand etwa zehn Jahre vor Ankunft der ersten Mormonen. Der Ort wurde zunächst nach dem Fluss als Paintrock bezeichnet, dann aber nach Samuel W. Hyatt umbenannt, einem frühen Siedler, der dort 1886 ein Geschäft eröffnete. Mehrere Bauwerke im Gemeindegebiet von Hyattville wurden in das National Register of Historic Places aufgenommen: Die EJP County Line Bridge über den Nowood River, der Paint Rock Canyon Archeological Landscape District sowie die Medicine Lodge State Archeological Site.

## Demographie
Nach der Volkszählung im Jahr 2020 lebten in Hyattville 79 Menschen in 47 Haushalten. Die Bevölkerungsdichte beträgt 8 Einwohner je km². Ethnisch betrachtet setzte sich die Bevölkerung zusammen aus 89,87 % Weißen und 2,53 % mit spanischer oder lateinamerikanischer Abstammung. 10,13 % stammten von zwei oder mehr ethnischen Gruppen ab. 
Die Bevölkerung setzte sich zusammen aus 8,70 % zwischen 65 und 74 Jahren und 76,10 % zwischen 75 und 84 Jahren. Das Durchschnittsalter betrug 78,5 Jahre.